# قرنطینه (فیلم ۲۰۰۰)
قرنطینه (انگلیسی: Quarantine) یک فیلم تلویزیونی آمریکایی در سبک مهیج محصول سال ۲۰۰۰ است.